# Simo Ojanen
Simo Juhani Ojanen (Urjala, 1940. november 9. – Pori, 2021. július 29.) finn író, forgatókönyvíró.

## Élete
Simo Juhani Ojanen 1940. november 9-én született a finnországi Urjalában. 
Tanulmányai befejezése után tíz évig mint újságíró dolgozott, majd 1972-től mint szabadúszó író, de első regénye már két évvel korábban megjelent.
A Finnországban, Poriban élő írónak eddig több mint 20 műve jelent meg, amelyek közül a legtöbb a gyermek- és ifjúsági irodalom; köztük mesék, regények és két sci-fi is. A 2000-es évtől pedig pályafutását mint drámaíró folytatta. Forgatókönyveket is ír.
Több irodalmi díjat kapott; köztük a Pertsa és KILU Award díjat 1999-ben. Lánya Soila Ojanen is író.

## Művei
- Käymään eikä olemaan (1970)
- Kukkia rouva Koivistolle (1972)
- Käppärän rautajengi (1975)
- Joka paikassa syksy (1976)
- Takuulla taivaaseen (1978)
- Varastettu vaihdepyörä (1980, Mirja Sarasjoki rajzaival)
- Heli ryhtyy ystäväksi (1981)
- Meeri järjestää (1982)
- Sirkuspelle Hermanni (1982, Satu-Sisko Sintonen rajzaival)
- Ikioma kesäloma (1983)
- Pelle Hermannin uudet seikkailut (1983, Satu-Sisko Sintonen rajzaival)
- Kunta konkurssissa (1984)
- Pelle Hermannin viikonpäivät (1984, Satu-Sisko Sintonen rajzaival)
- Pelle Hermanni ja äitiliini (1985, Satu-Sisko Sintonen rajzaival)
- Hälytys, Harakat Suomessa (1986, Raimo Huittinen rajzaival)
- Pelle Hermanni isänsä jäljillä (1986, Satu-Sisko Sintonen rajzaival)
- Pelle Hermannin mansikkaloma (1987, Satu-Sisko Sintonen rajzaival)
- Harakat aikakeikalla (1987, Raimo Huittinen rajzaival)
- Neljä ällää kuusipuussa (1987)
- Pakkaskurssi eli Halla Finlandiassa (1987)
- Hanna ja Mozart (1991)
- Kuningasmatka (1991)
- Päivä autonäyttelyssä (2000, Mikko Kunnas rajzaival)
- Lelutehtaassa kummittelee (2000, Mikko Kunnas rajzaival)
- 3 Ässää ja karkulainen (2001, Mikko Kunnas rajzaival)